# Ernest Fourneau
Pour les articles homonymes, voir Fourneau.
Compléments
Ernest Fourneau, né le 4 octobre 1872 à Biarritz et mort le 5 août 1949 à Ascain, est un chimiste et pharmacologue français, fondateur de la chimie thérapeutique française. Directeur du service de recherche scientifique des établissements Poulenc frères (1903-1911), chef de service du laboratoire de chimie thérapeutique de l'Institut Pasteur (1911-1944), directeur d'un laboratoire de recherches de Rhône-Poulenc (1946-1949), on lui doit, entre autres, la découverte de la Stovaïne (du nom anglicisé de son inventeur), premier anesthésique local de synthèse, la mise au point du Stovarsol, antisyphilitique dérivé de l’arsenic, et l’élucidation de la structure de la Suramine, efficace contre la maladie du sommeil. Il faut encore porter à son crédit la découverte des propriétés thérapeutiques des sulfamides, aboutissement de recherches menées sous sa direction.

## Apports scientifiques
Pour donner une idée de l’ampleur des contributions de Fourneau aux progrès de la chimie thérapeutique, il faut introduire sa biographie par l'énumération des domaines qu’il a explorés. En les classant, comme il l'a fait lui-même, selon les propriétés pharmaceutiques des substances étudiées, on peut passer en revue : les aminoalcools et oxydes d’éthylène, les éphédrines, les acides oxyaminés, les alcaloïdes, la stéréochimie, les uréides hypnotiques, les urées complexes, avec M. et Mme Tréfouël et Vallée, les composés arsenicaux, le mercure, le paludisme, les sulfamides, avec Nitti, Bovet et les Tréfouël, et enfin la chimiothérapie du système sympathique : antihistaminiques et curarisants.
Parmi les très nombreuses découvertes de Fourneau, les plus importantes concernent les anesthésiques locaux et la chimiothérapie anti-infectieuse.

## La vie et l'œuvre

### Origines et formation initiale (1872-1892)

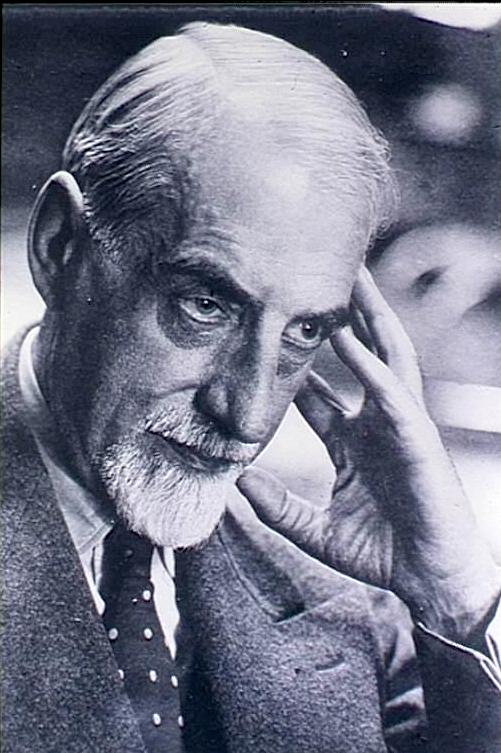
Ernest Fourneau
par Man Ray (ca 1930)

Ernest, François, Auguste Fourneau naît à Biarritz le 4 octobre 1872. Ses parents travaillent à l’hôtel de France où son père, Jean Fourneau, dit Jeanty, d’abord chef cuisinier, est alors maître d’hôtel.
Les Fourneau sont d’origine espagnole, plus lointainement béarnaise. La première trace du nom se lit, gravée sous la forme Hournau, au fronton d’une maison de L'Hôpital-d'Orion, près d’Orthez. On a toutes les raisons de penser qu’il s’agit de protestants des Flandres réfugiés en Navarre à la fin du XVIe siècle pour fuir les massacres perpétrés par les troupes catholiques du duc d’Albe.
La mère d’Ernest, Pauline, mariée à Jeanty en 1867, est née Bordes, d’une famille originaire de la Bigorre. Elle est également apparentée aux Gardères, de Chalosse. C’est essentiellement entre les mains des trois familles, Bordes, Gardères et Fourneau, liées entre elles par de nombreux mariages, que l’hôtellerie prend un essor extraordinaire dans la deuxième moitié du XIXe siècle, à Biarritz, mais aussi à Pau, à Lourdes et en d’autres lieux. Du mariage de Jeanty et de Pauline naissent trois autres enfants. L’aîné, Léon, devient hôtelier comme son père et fonde le golf hôtel Beauregard à Saint-Jean-de-Luz, et le golf de la Nivelle à Ciboure. Jeanne, la troisième, se marie avec Henri Goalard, longtemps pilote major du port de Bayonne. Marguerite enfin, la benjamine, épouse l’ami intime et camarade d’études de son frère Ernest, Marc Tiffeneau, chimiste et pharmacologiste, qui sera doyen de la faculté de médecine de Paris.
À quatre ans, le jeune Ernest fait ses débuts à l’école des sœurs. À cinq ans, il prend chez le père Villette sa première leçon de piano avec Marguerite Roret, devenue madame Borotra, mère de Jean Borotra. À huit ans, il est placé sous la férule d’un certain abbé Rouvre, de Saint-Affrique, simple bandit comme on l’apprendra plus tard, et qui, ayant capté comme Raspoutine la confiance des « meilleures » familles de Biarritz, a aussi pour élèves les trois princes Pignatelli, les deux Prévost et Larralde-Diusteguy. À neuf ans, il entre au lycée de Bayonne. À treize ans, en 1885, il quitte avec sa famille l’hôtel de France pour l'hôtel Victoria, palace de cent-cinquante chambres que, face à la Grande Plage, son père a fait construire avec l’aide du beau-frère Casenave. C’est là que, côtoyant le public de « la reine des plages », il acquiert ce goût du « monde » qui le fera accuser de snobisme lorsqu’il sera reçu dans la haute société parisienne.
Il subit à Bordeaux les épreuves du baccalauréat de l’enseignement spécial, qu’il obtient le 13 juillet 1889 avec le prix d’excellence. C’est alors que Charles Moureu, ami béarnais de la famille qui termine ses études de pharmacie à Paris, décide le jeune Fourneau à embrasser une carrière scientifique. Dès le 1er août 1889, bachelier depuis quinze jours, Fourneau entre donc à la pharmacie Moureu, tenue par Félix, frère de Charles et futur maire de Biarritz (1895-1904). Fourneau passe dans l’officine de Moureu les trois années de stage qui sont alors obligatoires avant le début des études de pharmacie.

### Études supérieures et maîtres allemands (1892-1903)

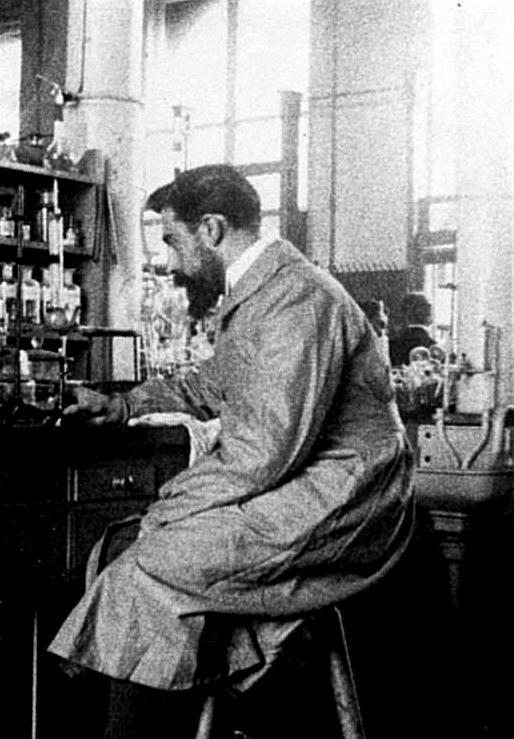
Ernest Fourneau au laboratoire Fischer à Berlin, vers 1899-1900, in Pasteuriens et personnalités du monde médical, 1868- 1970.

Après son stage à Biarritz, et après son service militaire accompli à Bordeaux en 1892 et 1893, Fourneau commence ses études à l’École de pharmacie de Paris. En marge de l’enseignement officiel, il suit le cours libre de chimie organique que professe Auguste Béhal, cours basé, non pas sur l’emploi de la notation par équivalents encore en usage, mais sur la théorie et la notation atomiques. Fourneau s’y lie d’amitié avec Edmond Blaise, Amand Valeur, Raymond Delange, Marcel Sommelet, et avec R. Ferdinand, son futur associé dans l’exploitation d’une officine, rue de Lyon, de 1900 à 1907. Il obtient dès la première année le prix de Travaux pratiques, révélant ainsi, dans l’art de manipuler, une maîtrise qui ne se démentira pas.
À partir de 1895, Fourneau est interne à l’hôpital Beaujon chez Léger. L’année 1897, il apprend de Charles Moureu « la plupart des méthodes de la chimie organique avec une minutie, une conscience et une propreté admirables ». En 1898, il obtient son diplôme de pharmacien.
Fourneau est alors pressenti par les frères Poulenc pour créer et diriger dans leurs établissements un Service des recherches et des fabrications de chimie organique à usage thérapeutique. Mais il préfère suivre d’abord les conseils de Camille Poulenc et de Charles Moureu. Au début de 1899, il part donc pour l’Allemagne afin de tirer profit de l’enseignement des plus prestigieux chimistes de l’époque. Il passe un an à Heidelberg où il perfectionne son allemand et sa pratique de la chimie auprès de Curtius et de Gattermann, puis un an à Berlin dans le laboratoire d’Emil Fischer qui lui confie la première synthèse du dipeptide le plus simple, la glycylglycine, et enfin un an à Munich chez Richard Willstätter, futur prix Nobel. Dès vingt-huit ans, professeur agrégé, Willstätter s’est fait connaître par des travaux sur la cocaïne et sur les alcaloïdes de la belladone. Il confie à son stagiaire l’étude de la lupinine, dont l’ester benzoïque est doué de propriétés anesthésiques locales. Dans un montage audacieux déconseillé par le maître, l’appareil de verre explose en effet et Fourneau perd l’usage de l’œil droit.
C’est pendant ce long séjour que Fourneau se prend d'un indéfectible enthousiasme pour la science allemande et qu’il noue avec des Allemands un réseau de fidèles amitiés personnelles. Cet enthousiasme et ces amitiés détermineront son attitude pendant la Seconde Guerre mondiale et lui vaudront les poursuites intentées à son encontre à la Libération.

### L’homme privé: son mariage (1906), sa descendance, sa personnalité
En 1904, Paul Reclus, l’un des cinq célèbres frères, présente Fourneau à son confrère et ami intime, Paul Segond, qui va succéder à Reclus à la chaire de chirurgie de la faculté, et qui a trois filles. Fourneau est séduit par Claudie, la cadette. Au bout de deux ans d’une cour assidue, il emporte les résistances des parents et celles de Juliette Adam, la grand-mère maternelle qui le trouve « un peu réfrigérant ». Il est vrai que dans son Journal, l'abbé Mugnier la surnomme, elle, « Notre-Dame-de-la-Vibration », discordance des tempéraments qui n’empêche donc pas que l’abbé, le 8 mai 1906, ne bénisse le mariage de la petite-fille et du savant.
Trois garçons naissent du mariage. L’aîné, Jean-Claude, choisit la voie des arts. Il deviendra à la fois, et paradoxalement, peintre surréaliste et portraitiste mondain. Le cadet, Jean-Paul, sera victime d’un accident mortel à l’âge de vingt-quatre ans. Quant à Jean-Pierre, le benjamin, il suivra la voie de son père, il le rejoindra à l’Institut Pasteur et, après la guerre, continuera ses recherches aux laboratoires Houdé, sur les antihistaminiques notamment.
Pendant toutes ces années, les immenses travaux que Fourneau mène à bien lui laissent le temps de fréquenter avec assiduité ce « monde » dont il a appris les usages et contracté le goût dans son adolescence à l’hôtel Victoria. Il est reçu chez la comtesse de Castries ou chez les Polignac. Il se lie d’amitié avec Anna de Noailles.
Ces mêmes travaux ne l’empêchent pas non plus de nourrir son esprit à d’autres sources que la science. Il s’intéresse à la littérature et aux arts. Il lit beaucoup et, bien sûr, les écrivains allemands : Goethe, Schiller, etc. Il a ses violons d’Ingres. Ses aquarelles ne sont pas sans qualité. Il fréquente Jean de Gaigneron, qui fait son portrait, ou Jacques-Émile Blanche, qui fait celui de son couple. C’est un bon pianiste amateur. Quelques mois avant sa mort, à l’issue d’un déjeuner chez son fils Jean-Pierre, Wilhelm Kempff « joue pour ses hôtes du Schumann et du Bach »,.
Cette culture et ce goût « classiques » s’accompagnent de beaucoup de curiosité pour les « modernes ». Le groupe des Six (auquel appartient Francis Poulenc, fils et neveu des fondateurs des établissements où travaille Fourneau), les Ballets russes, le surréalisme, sans qu’il adhère pleinement à ces nouveautés, attirent son attention, suscitent son intérêt, provoquent sa sympathie. C’est par lui que Jean-Claude, qui se destine à la peinture, rencontre Breton et Aragon en 1925.

### Les établissements Poulenc frères, la stovaïne et le prix Gobley (1903-1910)
À son retour d’Allemagne, Fourneau a mesuré le retard considérable que la France a pris dans de nombreux domaines scientifiques, notamment celui de la chimie pharmaceutique : la plupart des médicaments synthétiques dont traitent les cours de pharmacie chimique sont encore d’origine allemande. Il veut remédier à cet état de choses et les frères Poulenc partagent ses vues. En 1903, il prend donc la direction du laboratoire de recherches pharmaceutiques qu’ils viennent de créer à son intention dans leur usine d’Ivry.
Fourneau se lance aussitôt dans la recherche de succédanés de la cocaïne. Il a travaillé chez Willstätter sur un alcaloïde voisin de la cocaïne, et il a rencontré Einhorn qui a breveté trois de ses dérivés tandis que, à Berlin, Georg Merling en synthétise d’autres : les eucaïnes. Dès le 8 octobre 1903, Poulenc frères et Ernest Fourneau déposent des brevets, en France et en Allemagne, sur un nouvel anesthésique local, la stovaïne (de stove : fourneau en anglais), alors que la novocaïne d’Einhorn ne sera brevetée que le 27 novembre de l'année suivante :

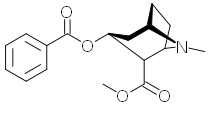
La cocaïne.
La Stovaïne (Fourneau)
La Novocaïne (Einhorn)

Les essais cliniques sont confiés à Paul Reclus, initiateur en France de l’emploi de la cocaïne en chirurgie, localement et en péridurale. Au bout de quelques mois d’essais, la stovaïne se montre bien supérieure à la cocaïne. Elle la remplace bientôt dans tous ses usages. C’est le premier médicament organique de synthèse découvert par un chimiste français. Le nom de Fourneau se répand aussitôt dans l’Europe entière, mais, « ne pouvant envisager de travailler autrement que pour son propre pays », il refuse le contrat magnifique que lui propose aussitôt l'entreprise Bayer. On peut également noter que l’explosion déclenchée par le premier essai de synthèse industrielle du médicament, qui porte sur 24 kg de magnésium, laisse cette fois Fourneau et son collaborateur heureusement indemnes.
Les péridurales à la stovaïne seront pratiquées à grande échelle et avec grand succès pendant quarante ans. Succédant à cette découverte, d’autres vont fleurir dans les domaines les plus variés : aminoalcools, éphédrines, alcaloïdes, etc., pour aboutir aux arsenicaux pentavalents et au déchiffrement du 205 Bayer.

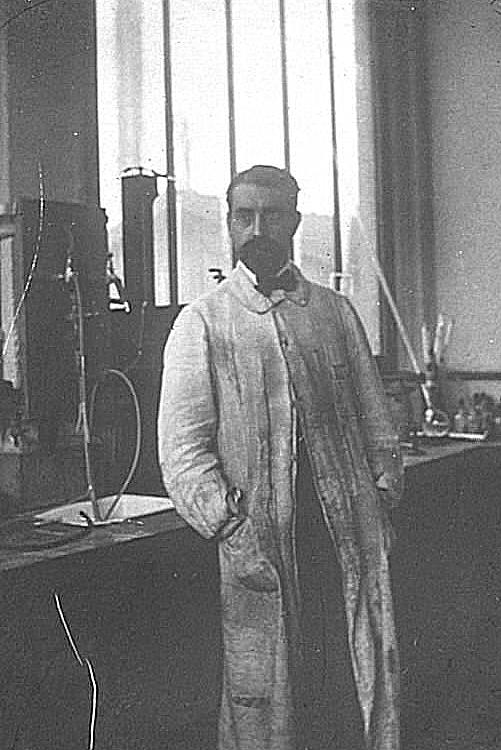
Ernest Fourneau
dans son laboratoire des
établissements Poulenc frères
Ivry (1909)

Dans le même temps, en 1904-1905, Fourneau remporte les deux tiers du prix Gobley de l’École de pharmacie, le troisième allant à Léon Brunel. Il faut signaler à ce propos que ce n’est qu’à l’issue d’un long débat contradictoire que l’assemblée accepte de distinguer Fourneau : il a protégé son invention par un brevet ! Cette précaution et l’engagement de Fourneau chez les Poulenc attestent de l’attention qu’il porte aux retombées financières de ses découvertes. Ils annoncent ainsi les accords qui seront bientôt passés à son initiative entre l’Institut Pasteur et les établissements Poulenc : les frères s’engageront à financer les travaux du laboratoire de chimie pharmaceutique de l’Institut et s’autoriseront en retour à en exploiter les résultats, mais sans s’arroger le droit de prescrire les sujets, ni même de circonscrire les domaines de ces recherches,. D’une façon plus générale, Fourneau apparaît ici d’emblée comme un des premiers en France à affirmer la nécessité par la suite évidente d’une étroite mais difficile collaboration entre recherche et industrie.
Avec Daniel Bovet, Fourneau poursuit ses travaux dans la voie ouverte par la stovaïne. Il aboutira, entre autres, aux premiers adrénolytiques (antihypertenseurs) et aux premiers antihistaminiques (antiallergiques) de synthèse, molécules qui conduiront les chimistes de Rhône-Poulenc au phénergan puis, par Philippe Decourt et Henri Laborit, au premier tranquillisant majeur, le largactil qui, avec ses successeurs, révolutionnera le traitement des maladies nerveuses. À la lecture de l’ensemble des publications de Fourneau entre 1904 et 1910, on trouve donc en germe plusieurs des grandes classes thérapeutiques de l’arsenal médicamenteux dont nous disposons aujourd’hui : anesthésiques locaux, bêta-bloquants, bronchodilatateurs, antihypertenseurs, relâchants musculaires et tranquillisants.

### L’entrée à l’Institut Pasteur, la Grande Guerre et Madrid (1910-1918)
En 1910, Fourneau abandonne la direction du laboratoire scientifique des frères Poulenc. Mais il entrera, en 1917, au directoire de leurs établissements, puis, en 1928, au conseil d'administration de la société Rhône-Poulenc, née de la fusion de Poulenc frères et des usines du Rhône. En attendant, appuyé par l’unanimité du conseil d’administration, Émile Roux, directeur de l’Institut Pasteur, l’appelle pour y créer un service de chimie thérapeutique. Fourneau dirigera ce service jusqu’à la fin de 1944.
En 1914, il est mobilisé comme pharmacien aide-major de 2e classe au laboratoire d'analyses de la Pharmacie centrale, puis attaché comme chimiste à la direction des Inventions, études et expériences techniques.

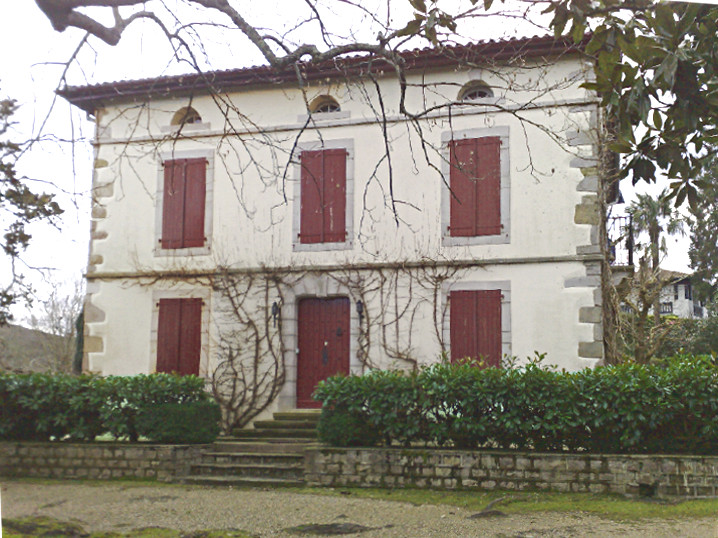
La maison d'Ascain.

Fourneau est invité en 1917 par la faculté de pharmacie de Madrid à mettre en place le laboratoire, confié à José Casares Gil, des travaux pratiques de synthèse des médicaments, qui embrassent une grande partie de la chimie organique de l’époque. En 1920, sur la proposition de José Carracido (es) et Antonio Madinaveitia, il crée dans cette même université complutense de Madrid un cours de chimiothérapie dont il occupe la chaire pendant deux ans. Cours et travaux pratiques seront réunis dans un ouvrage paru en 1921. Dès la fin de la guerre, plusieurs de ses élèves espagnols viennent travailler dans son laboratoire de l’Institut Pasteur, parmi lesquels il faut citer José Puyal, José Ranedo, Cándido Torres González ou Ignacio Ribas Marqués. En 1934, Fourneau retourne à Madrid pour y être nommé docteur honoris causa. Il s’y rendra encore en 1942, pour porter secours à son collègue Enrique Moles, arrêté puis menacé de mort par Franco pour avoir combattu dans les rangs républicains.
L’année 1917, à son retour d’Espagne, Fourneau acquiert à Ascain, dans son Pays basque natal, la maison où il passera l’essentiel de ses loisirs et où il se fera transporter pour y mourir trente ans plus tard.

### L'Institut Pasteur, la chimiothérapie anti-infectieuse et les sulfamides (1918-1939)
En 1911, Fourneau a donc pris la direction du laboratoire de chimie thérapeutique de l'Institut Pasteur, qu'il ne quittera qu'à la fin de la Deuxième Guerre.
En 1919, il est nommé secrétaire général de la Société chimique de France, fonction qu’il occupera jusqu’en 1932. Aussitôt, luttant contre l’antibolchevisme ambiant, il s’attelle à la lourde tâche de reprendre contact avec les chimistes de l’Europe de l’Est et il obtient, non sans peine, qu’on fasse parvenir gratuitement aux chercheurs russes, polonais, tchécoslovaques, roumains, etc. la collection complète des années 1919 à 1923 du bulletin de la Société. À cette occasion, le polonais Reformatsky exprime à Fourneau l’enthousiasme et la reconnaissance de la communauté scientifique de son pays et, dès 1920, le chimiste russe Orekhov vient travailler dans son laboratoire de l’Institut Pasteur. Fourneau recommande la copie de brevets allemands (en utilisant soit les textes des brevets, soit les articles scientifiques) afin de se libérer de la dépendance allemande concernant l'importation de composés chimiques,.
Depuis la découverte par Paul Ehrlich du premier antisyphilitique efficace, le Salvarsan, ce domaine était réservé à l’Allemagne, tant grâce aux puissants moyens que son industrie mettait à la disposition des chercheurs de haut niveau qu’à cause du secret dont elle entourait jalousement leurs principales découvertes. L'équipe de Fourneau réussira à copier le Salvarsan, et en 1921, Fourneau met au point le Stovarsol, médicament efficace contre la syphilis, l’amibiase et d’autres maladies parasitaires. C’est un dérivé de l’arsenic, comme le Salvarsan, mais contrairement au Salvarsan, il est stable et actif par voie buccale.
Cherchant toujours à combler le retard que la France a pris par rapport à l’Allemagne dans le domaine de la chimie thérapeutique, Fourneau réussit en 1924 à élucider la structure, tenue en effet rigoureusement secrète par les Allemands, du 205 Bayer ou Germanine, médicament très efficace contre la maladie du sommeil et qui devient alors le 309 Fourneau, puis Moranyl de Rhône-Poulenc.
En 1930, Fourneau synthétise la rhodoquine (710 F), efficace contre le paludisme et, en 1933, il met au point avec Bovet le pipéroxane (933 F), premier médicament antihistaminique.
Au cours des années 1930, Fourneau et son équipe du laboratoire de chimie thérapeutique de l'Institut Pasteur vont mettre encore au point le Prosympal (883 F), premier adrénolytique alpha de synthèse, et le Dacorène (1262 F), premier antiarythmique jamais découvert.
Mais la plus importante des découvertes de Fourneau concerne les sulfamides.

Sulfamidochrysoïdine
Le Prontosil de Domagk.

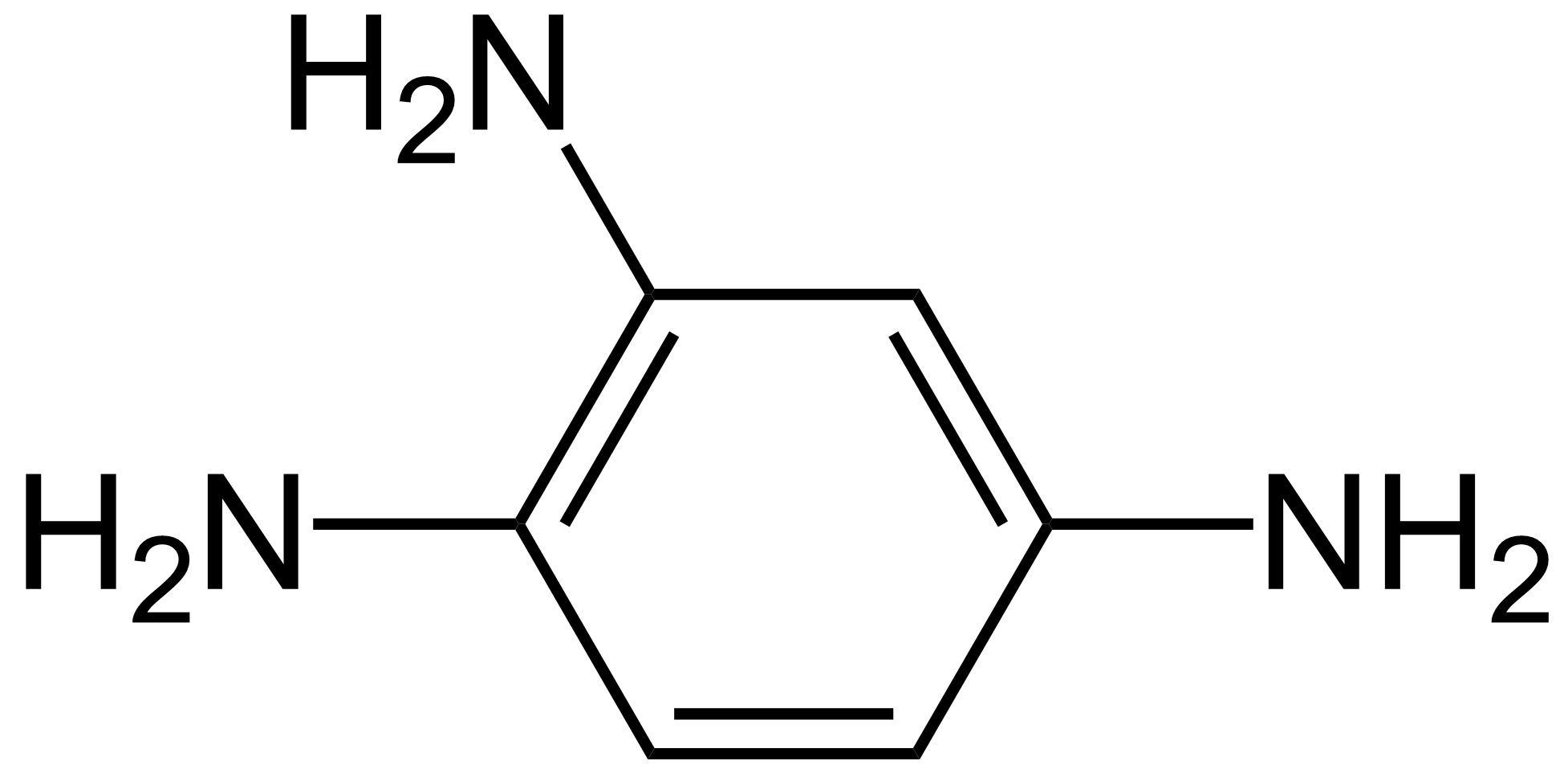
Phényl-1,2,4-triamine.

p-aminophénylsulfamide.
Le 1162 F de Tréfouël, Nitti et Bovet.

Au début de l’année 1935, Domagk a obtenu la guérison d’infections à streptocoques au moyen de la sulfamidochrysoïdine. Le médicament a été breveté sous le nom de Prontosil. Le laboratoire de l’Institut Pasteur se met aussitôt en quête de dérivés plus efficaces et, le 6 novembre 1935, Jacques et Thérèse Tréfouël, chimistes, Federico Nitti, pharmacologiste, et Daniel Bovet, bactériologiste, isolent l’agent actif du Prontosil. Ils montrent que l’organisme vivant décompose cette sulfamidochrysoïdine, de couleur rouge, en triaminophényl et para-aminophénylsulfamide, incolore (voir ci-contre). Ils prouvent que c’est ce dernier seul, appelé 1162 F pour marquer son origine, qui agit contre les infections à streptocoques du lapin et de la souris. Ils annoncent que de nombreux dérivés voisins déjà préparés au laboratoire de Fourneau possèdent la même action protectrice,.
La découverte est doublement importante : elle apporte le premier composé chimique qui attaque certaines bactéries sans nuire à l’organisme et elle renverse la croyance qui orientait jusqu’alors les recherches, que l’activité antibactérienne était attachée à la fonction azoïque colorée.
Le succès du 1162 F est immédiat. Ses effets sont rapides et reproductibles. On parle de miracle à propos de la guérison à l’hôpital Pasteur et à l’hôpital Saint-Joseph de deux patients atteints de méningite à streptocoque devant laquelle on était jusqu’alors désarmé.
Ernst Chain, prix Nobel de médecine en 1945, affirmera que la découverte des Tréfouël, de Nitti et de Bovet leur assure « une position d’immortalité dans les sciences biologiques ». La voie vient en effet d’être ouverte de la sulfamidothérapie et de ses prolongements : les sulfones antilépreux et les sulfamides diurétiques et antidiabétiques. La pénicilline détrônera les sulfamides, mais certains de leurs dérivés seront encore utilisés en 2015 dans le traitement de diabètes non insulinodépendants.
À propos de cette découverte capitale aux retombées considérables, il faut encore citer Marcel Delépine, membre de l’Académie des sciences, de l’Académie de médecine et de l’Académie de pharmacie : « On est véritablement stupéfait que tous les bénéfices moraux et matériels d’une telle découverte aient été concentrés sur Domagk seul, par l’attribution du prix Nobel, alors que les applications et les bienfaits innombrables de la thérapeutique sulfamidée dérivent uniquement de la découverte faite à l’Institut Pasteur. ».
À l’étonnement général et d’abord à celui des intéressés eux-mêmes, Fourneau ne signe pas la publication qui ne mentionne que le nom de son laboratoire. La mort accidentelle de son fils Jean-Paul et les premières attaques de la maladie dont sa femme mourra pendant la guerre pèsent certainement sur l’attitude du chercheur à cette occasion, mais s’il se place en retrait, ce n’en est pas moins, comme il l’affirme, par souci de mettre en valeur ses jeunes collaborateurs.
Sur un autre plan, il faut noter que Fourneau choisit toujours contre les honneurs son indépendance personnelle, tant dans l’espace public du chercheur et de ses travaux que dans la sphère privée de l’homme et de sa famille. Ainsi accepte-t-il au début de sa carrière de rejoindre à l’Académie de médecine ses maîtres de l’École de pharmacie. Mais par la suite, inscrit à trois reprises sur la liste des candidats à l'Académie des sciences, il ne demande pas à y entrer.

### Seconde Guerre mondiale et dernières années (1939-1949)
Il a adhéré avant 1938 à un parti d'extrême droite, le Parti populaire français. De 1935 à 1939, il a été l'un des trois vice-présidents du Comité France-Allemagne, rassemblement de notables, de mouvements de jeunesse et d’associations d’anciens combattants qui organisent des échanges entre les deux pays. En 1939, la perquisition que lui vaut son appartenance au Comité France-Allemagne est pourtant si peu compromettante qu’il reste membre des commissions scientifiques de l’Armée et que le ministère de la Guerre le rattache à l’état-major.
Pendant toute la durée de la guerre, Fourneau est une figure importante des milieux mondains de la collaboration.
Otto Abetz, ami de longue date, est maintenant ambassadeur du Reich à Paris. Fourneau est reçu dans les salons de l’ambassade, dans les appartements du couple Abetz. Il y rencontre des Allemands et des Français, dont Fernand de Brinon, ancien vice-président du Comité France-Allemagne et délégué du gouvernement de Vichy en zone occupée.
En 1941, il devient membre de la section scientifique du Groupe Collaboration, issu du Comité France-Allemagne et suscité par l’Institut allemand, organisme de propagande de l’ambassade hitlérienne. La même année 1941, sous la pression de nombreux collègues qui veulent se servir de ses entrées à l’ambassade, Fourneau est nommé à la direction du Comité consultatif du Groupement corporatif de la presse périodique générale, chargé de centraliser les demandes d’autorisation pour les publications scientifiques. Certes, le Comité délivre presque systématiquement les visas et les articles refusés « sont mis de côté pour paraître quand il n’y aura plus d’Allemands », mais ces délivrances sont une formalité : les savants juifs s’autocensurent.
En septembre 1944, Fourneau est arrêté et incarcéré à la prison des Tourelles pour faits de collaboration. Il passe quatre mois au secret en compagnie de droits communs. La pétition qui, à l’initiative de son beau-frère Marc Tiffeneau, demande sa mise en liberté est signée par plusieurs chefs de service de l’Institut Pasteur, vingt membres de l’Académie de médecine, dix membres de l’Institut, et par Frédéric Joliot-Curie, directeur du CNRS, membre du Parti communiste et résistant notoire. Libéré le 23 décembre 1944 avec tous les prévenus de plus de soixante-dix ans, il est placé sous liberté surveillée et bénéficie d’un non-lieu quelques mois plus tard.
Pendant sa détention, Fourneau a demandé sa mise à la retraite de l'Institut Pasteur. Le comité d'épuration de l'institut le place en effet à la retraite d'office, lors d'une discussion incluant aussi les cas de Gaston Ramon et d'Emmanuel Leclainche. Pourtant, « il a le courage (ou la faiblesse) de retourner à la paillasse » où il travaille jusqu’en 1946, simple chercheur dans le service qu’il a si longtemps dirigé. Rhône-Poulenc lui propose alors de créer un nouveau laboratoire, rue Jean-Goujon. Il se met aussitôt à la tâche. Trois ans plus tard, le jour de sa mort, les Français Robert Damiens et Nicole Joseph-Préau, le Grec Georges Tsatsas, un Égyptien, un Brésilien et une Colombienne préparent, rue Jean-Goujon, des thèses dont Fourneau leur a fourni les sujets.
Bovet vient de mettre au point le premier curarisant de synthèse, préparé par Yvonne de Lestrange chez Fourneau dans son ancien laboratoire de l’Institut Pasteur, et « Monsieur Stove », le 7 juillet 1948, fait avec Maurice-Marie Janot une communication à l’Académie de pharmacie sur le curare et les curarisants. C’est la dernière. Sa santé se dégrade brusquement. Il meurt dans sa maison d’Ascain, le 5 août 1949.
La personnalité d’Ernest Fourneau, son attitude pendant la Deuxième Guerre et enfin sa mort peu après la Libération, en se conjuguant pour obscurcir le souvenir de l’homme, ont estompé la mémoire de l’une des grandes figures scientifiques de la première moitié du XXe siècle.[réf. nécessaire]

### Publications
- On trouvera dans Marcel Delépine une liste des travaux et publications d’Ernest Fourneau[MD 5].
- La Médiathèque scientifique de l’Institut Pasteur publie en ligne une bibliographie d’Ernest Fourneau[38].

### Sur Ernest Fourneau
- Daniel Bovet, Une chimie qui guérit : Histoire de la découverte des sulfamides, Paris, Payot, coll. « Médecine et sociétés », 1988, 322 p. (ISBN 2-228-88108-2 et 978-2-228-88108-1).
- Christine Debue-Barazer, « Les Implications scientifiques du succès de la Stovaïne : Ernest Fourneau (1872-1949) et la chimie des médicaments en France », Gesnerus, vol. 64, nos 1-2,‎ 2007, p. 24-53 (ISSN 0016-9161, lire en ligne).
- Raymond Delaby, « E. Fourneau », dans Figures pharmaceutiques françaises : Notes historiques et portraits : 1803-1953, Paris, Masson et Cie, 1953.
- Marcel Delépine, « Ernest Fourneau (1872-1949) : sa vie et son œuvre », Bulletin de la Société chimique de France,‎ 1951.
- Barthélemy Drevon, « De la firme Poulenc à l’Institut Pasteur : Ernest Fourneau, fondateur de la chimie thérapeutique française », Mémoires de l’académie de Lyon, 3e série, vol. 43,‎ 26 janvier 1988.
- Jean-Pierre Fourneau, « Ernest Fourneau (1872-1949) », Compte rendu de la séance publique annuelle de l'Académie nationale de pharmacie,‎ 1986, p. 51-70.
- Jean-Pierre Fourneau, « Ernest Fourneau, fondateur de la chimie thérapeutique française : Feuillets d'album », Revue d'histoire de la pharmacie, no 275,‎ 1987, p. 335-355 (ISSN 0035-2349, lire en ligne).
- Jean-Pierre Fourneau, Ernest Fourneau, fondateur de la chimie thérapeutique française (Biarritz 1872 – Ascain 1949) (exposé fait à l'Association des amis du Vieux Biarritz, au Colisée à Biarritz, le 7 mai 1992), Ciboure, François-Xavier Châtelier, s. d., 26 p.
- (en) Viviane Quirke, Collaboration in the Pharmaceutical Industry : Changing Relationships in Britain and France, 1935-1965, New-York et Londres, Routledge, 2008, 368 p. (ISBN 978-0-415-30982-0 et 0-415-30982-4, OCLC 86113143, lire en ligne)
- Service des archives de l'Institut Pasteur, « Repères chronologiques : Ernest Fourneau (1872-1949) », sur Site Web Institut Pasteur - FR (consulté le 17 février 2011).

## Sociétés et académies

### Françaises
- 1895 : membre de la Société chimique de France
- 1905 : membre de la Société de pharmacie de Paris (Académie de pharmacie en 1946)
- 1919-32 : secrétaire général de la Société chimique de France
- 1919 : membre de l'Académie de médecine
- 1920 : membre de la Société de biologie
- 1924 : membre de la Société de pathologie exotique
- 1926 : membre de la section française du Comité franco-allemand d’information et de documentation
- 1931 : président de la Société de pharmacie de Paris
- 1935-1939 : vice-président français du Comité France-Allemagne
- 1938-1939 : vice-président de la Société de pathologie exotique
- 1942-1944 : président du Comité consultatif de la littérature et de la documentation scientifiques du Groupement de la presse périodique

### Étrangères

#### Membre d’honneur
- Société royale de pharmacie de Grande-Bretagne (en)
- Société de chimie industrielle de Londres
- Société des chimistes autrichiens (de)
- Société de pharmacologie et de thérapeutique de l’Association médicale argentine (es)

#### Membre
- Académie royale des sciences espagnole
- Académie allemande des sciences Léopoldine
- Académie royale de médecine de Belgique
- Académie royale de pharmacie de Madrid (es)
- Académie nationale des sciences italienne, dite Accademia dei XL

## Récompenses

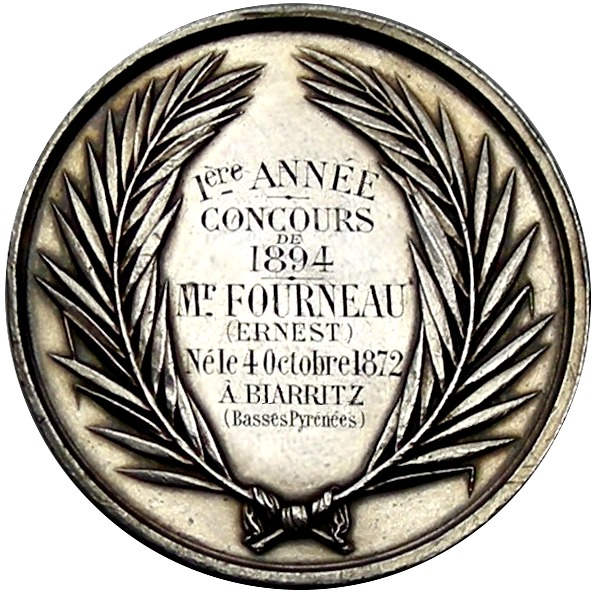
École de pharmacie de Paris.

- 1893 : prix de Travaux pratiques de l’École de pharmacie de Paris (mince honneur, mais qui révèle, dans l’art de manipuler, une maîtrise que les années ne démentiront pas) ;
- 1905 : prix Gobley de l’École de pharmacie de Paris (partagé avec Brunel) ;
- 1909 : prix de la Chambre syndicale de la Société chimique de France ;
- 1910 : prix Nativelle de l’Académie de médecine ;
- 1913 : prix Berthelot de l’Académie des sciences (accompagné de la médaille Berthelot) ;
- 1919 : prix Jecker de l’Académie des sciences ;
- 1924 : prix Parkin de l’Académie des sciences ;
- 1931 : prix Jecker de l’Académie des sciences ;
- 1941 : prix Laura Mounier de Saridakis de l’Académie des sciences (l’Académie, qui venait à très juste titre de récompenser les travaux si importants des Tréfouël, de Bovet et de Nitti par le prix du Général Muteau[Note 3], tint à souligner, par l’attribution du prix Mounier à Fourneau, que leur découverte avait été faite sous sa direction).

## Distinctions

### Françaises
- Chevalier de l'ordre du Mérite agricole (1907)
- Chevalier de la Légion d'honneur (1916)
- Officier de la Légion d'honneur (1923)

### Étrangères
- Officier de l'ordre Polonia Restituta
- Officier de l'ordre de l'Étoile de Roumanie
- Officier de l'ordre de Saint-Sava
- Commandeur de l'ordre d'Alphonse XII

## Hommages
- Rue Ernest-Fourneau à Ascain
- Rue Ernest-Fourneau à Biarritz
- Aile Ernest-Fourneau du bâtiment Émile-Duclaux de l'Institut Pasteur[39]
- Promotion Ernest-Fourneau (1968) de l'Institut de pharmacie industrielle de Montpellier[40]